# Pastorat Am Kirchhof 4
Das Pastorat Am Kirchhof 4 in Berne stammt aus dem 19. Jahrhundert.
Aktuell (2023) wird es als Ev.-luth. Pfarramt Berne genutzt.
Das Gebäude steht unter Denkmalschutz (siehe auch Liste der Baudenkmale in Berne).

## Geschichte
Das eingeschossige traufständige verklinkerte Hallenhaus, mit Satteldach und Groote Door mit Korbbogen und neuer Türanlage in Glas und darüber ein einfaches Rosettenfenster sowie segmentbogigen Fenstern, stammt aus dem 19. Jahrhundert. Ursprünglich war es ein Wohngebäude mit Walmdach. Später wurde es um den Wirtschaftsteil nach Westen verlängert. Der Wirtschaftsgiebel gliedert sich durch Lisenen und den ansteigenden Treppenfries. Der östliche Teil wurde um 1800 erbaut, der westliche um 1880. Das Gebäude wurde mehrfach umgebaut zur Nutzung als Pastorat.
Das Haus steht südlich der evangelischen Kirche St. Aegidius.
Das Landesdenkmalamt befand: „… geschichtliche Bedeutung … als beispielhaftes Pastorat …“